# 格吕耶尔 (瑞士)
格吕耶尔（法語：Gruyères）是瑞士联邦西部法语区的弗里堡州下设的一个镇。在行政上属于格吕耶尔区管辖。总面积为28.38平方公里。截至2010年底，总人口为1,789。。
瑞士著名的格吕耶尔干酪得名于此。

## 地理
格吕耶尔位于莫萊松山脚下。

## 景点
- 格吕耶尔城堡